# Bureau Oudheidkundig Onderzoek van Gemeentewerken Rotterdam

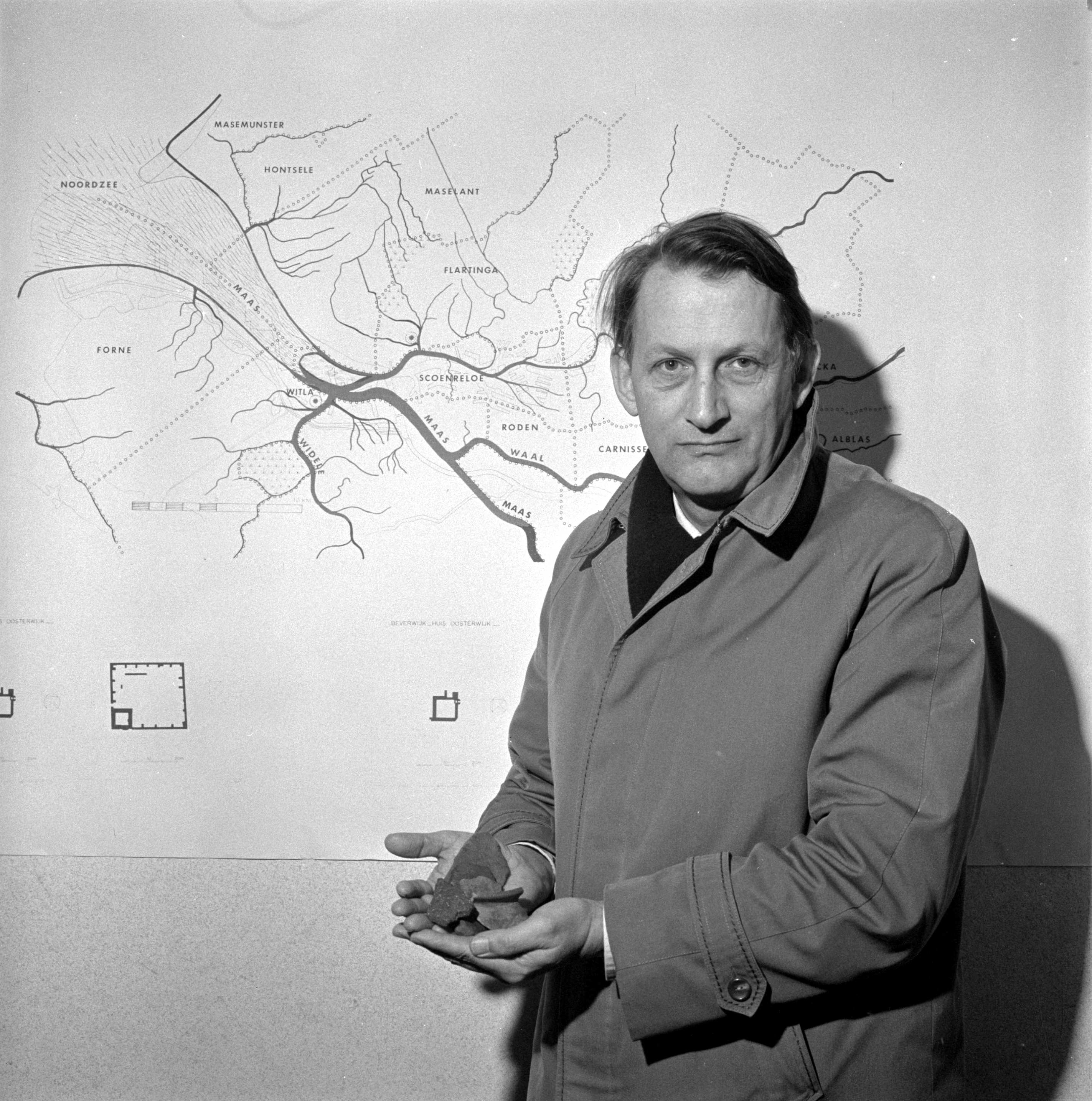
Directeur Catharinus Hoek van BOOR met oudheidkundige vondsten in 1978

Archeologie Rotterdam, ook bekend als het Bureau Oudheidkundig Onderzoek van Gemeentewerken Rotterdam (het BOOR), is de gemeentelijk archeologische dienst van de gemeente Rotterdam. Het is de oudste en eerste gemeentelijke archeologische dienst van Nederland, opgericht in 1960. BOOR draagt zorg voor het bodemarchief van de stad. De dienst doet archeologisch onderzoek (opgravingen), maar ook vooronderzoek in de vorm van grondboringen, proefsleuven en bureaustudies. Daarnaast treedt het BOOR op als adviseur voor een aantal gemeenten in de regio rondom de stad.
Behalve de belangenbehartiging van het archeologisch erfgoed rekent het BOOR ook documentatie en educatie van het publiek tot zijn taken. Dit realiseert het BOOR door het organiseren van tentoonstellingen, lezingen, open dagen op opgravingen, het plaatsen van informatie op bouwschuttingen en het uitbrengen van een nieuwsbrief en andere publicaties. In 2010 verscheen het publieksboek Ontdekt! Vijftig jaar archeologie in Rotterdam en omgeving.

## Opgravingen door BOOR

### Prehistorisch donken in Rotterdam
De oudste aanwijzingen voor de aanwezigheid van mensen in het gebied van de huidige gemeente Rotterdam dateren uit de Midden-Steentijd, circa 7000 v.Chr. Vondsten uit deze tijd zijn vooral gedaan op prehistorische donken (hoge plekken). Nu bevinden deze donken zich onder de grond, maar in de steentijd waren ze hoge en droge plekken in het natte rivierlandschap. Daardoor waren de donken aantrekkelijk voor rondtrekkende jager-verzamelaars om zich tijdelijk te vestigen. In de grond onder de Yangtze-haven, de omgeving van het Centraal Station, Rotterdam Airport, Hillegersberg, IJsselmonde en pal west van De Kuip in Feijenoord zijn sporen van bewoonde donken gevonden. De donken zijn in de laatste ijstijd ontstaan als rivierduinen. Daardoor liggen de donken als lijnen in een oost-westelijke richting.
Bij onderzoek voorafgaand aan de aanleg van de tunnelbuizen van de RandstadRail werd een deel van een prehistorische donk onderzocht. Deze ligt op 12 meter diepte onder het emplacement van Rotterdam Centraal, waardoor de opgraving met grondboringen is uitgevoerd. Er werden onder meer een stukje touw (mogelijk deel van een visnet), houtskoolresten, visgraten en botanische resten zoals pitten, zaden en noten opgeboord. Het houtskool werd met behulp van de C14-methode gedateerd op circa 5500 v.Chr. De onderzochte visresten kwamen stuk voor stuk van zoetwatervissen, onder meer paling, snoek, steur, baars en zalm. Zelfs kon een prehistorische kreek die langs de donk stroomde in kaart worden gebracht.
In 2008 werd onderzoek gedaan voorafgaand aan de bouw van de tramremise Beverwaard. Bij deze opgraving van een deel van de top van een prehistorische donk onderzocht. Er werden onder andere drie grafkuilen gevonden uit 7500-7000 v.Chr. Dit is het oudste teruggevonden grafveld van Nederland. Deze grafkuilen zijn allemaal crematie-graven, waarschijnlijk zijn de doden op houten brandstapels in de open lucht gecremeerd, samen met grafgiften zoals wilde dieren. In een van de drie grafkuilen zijn geen dierlijke grafgiften gevonden, maar wel veel gereedschappen: meer dan 800 stuks vuursteen, een rolsteenhamer en een vermoedelijke slijpsteen.

### Onderzoek in het historische centrum van Rotterdam
Bij grote bouwprojecten in het centrum van Rotterdam heeft BOOR opgravingen kunnen doen naar de vroegste geschiedenis van de stad. Onder meer bij de bouw van de Willemsspoortunnel, de Markthal en Rotta Nova aan de Hoogstraat. Hierbij zijn vondsten gedaan uit de Romeinse tijd en van de verdronken middeleeuwse nederzetting Rotta. Ook kon de dam in de Rotte, waarop Rotterdam is ontstaan, uitgebreid onderzocht worden.